# Liste der Kulturdenkmäler in Haardt an der Weinstraße
In der Liste der Kulturdenkmäler in Haardt sind alle Kulturdenkmäler des Stadtteils Haardt der rheinland-pfälzischen Stadt Neustadt an der Weinstraße aufgeführt. Grundlage ist die Denkmalliste des Landes Rheinland-Pfalz (Stand: 14. Januar 2025).

## Denkmalzonen
| Bezeichnung                       | Lage | Baujahr                        | Beschreibung | Bild                           |
| --------------------------------- | --- | ------------------------------ | --- | ------------------------------ |
| Denkmalzone Haardter Schloss      | Mandelring 35 Lage | ab dem 12. Jahrhundert         | ortsbildprägende bauliche Gesamtanlage mit der Burgruine Winzingen mit der spätsalischen Kapelle des frühen 12. Jahrhunderts und den Bauten der Ausbauphase des 19. und 20. Jahrhunderts, zugehörig der Schloss- und Bergpark, die östlich vorgelagerten Wingerte sowie das Kriegerdenkmal 1914/18 von J. W. Steger | weitere Bilder Fotos hochladen |
| Denkmalzone Ortskern Mittelhaardt | Mandelring 45–55a, 59–79, 85–103, 107–111, 115–137, 143–163, 169–171 (ungerade Nummern), 74–76, 84–94, 160–176 (gerade Nummern) und Probstgasse 1, 2 Lage | 16. bis 20. Jahrhundert        | Die Denkmalzone beginnt nördlich der Kirche, am Abzweig zum Haardter Schloss und folgt dem Verlauf des Straßendorfs; Winzerhöfe, teilweise mit Unterstallhäusern, 16. bis 20. Jahrhundert | BW                             |
| Denkmalzone Ortskern Unterhaardt  | Mandelring 186, 190, 194, 198, 202–208 (gerade Nummern), 185, 195, 199, 203–213 (ungerade Nummern) Lage                                                   | 15. bis 19. Jahrhundert        | Die Denkmalzone umfasst einen frühen Siedlungskern in Unterhaardt und reicht vom Lindenplatz ein Stück den unteren Mandelring hinauf; Hofanlagen mit ein- oder zweigeschossigen massiven Wohnhäusern, teilweise noch Ökonomiebauten, 15. bis 19. Jahrhundert, überwiegend spätbarock                                | BW                             |
| Denkmalzone Ortskern Vorderhaardt | Mandelring 7–25 (ungerade Nummern) und 33, 12–38 (gerade Nummern), Im Meisental 2/4 und 3 Lage                                                            | 16. bis frühes 20. Jahrhundert | Die Denkmalzone umfasst den ältesten Siedlungsbereich des Ortsteils Vorderhaardt am östlichen Fuß des Schlossbergs; Hofanlagen und große Weingüter, 16. bis frühes 20. Jahrhundert | BW                             |

## Einzeldenkmäler
| Bezeichnung                       | Lage                                                                         | Baujahr                            | Beschreibung | Bild                           |
| --------------------------------- | ---------------------------------------------------------------------------- | ---------------------------------- | --- | ------------------------------ |
| Transformatorenstation            | Am Bürgergarten, gegenüber Nr. 5 Lage                                        | 1921                               | ehemalige Transformatorenstation; Turm mit Pyramidendach, 1921 | weitere Bilder Fotos hochladen |
| Friedhof                          | Am Bürgergarten 16 Lage                                                      | 19. und 20. Jahrhundert            | auf dem Friedhof: - Trauerhalle, kleiner basilikaler Putzbau, 1956/57; - Kriegerdenkmal 1914/18 und 1939/45, reliefierte Stele mit aufsteigendem Phoenix, 1963 von Otto und Gernot Rumpf; - Grabstätte Familie von Clemm, drei neuklassizistische Granitsarkophage für August von Clemm († 1910), Fanny von Clemm, geb. Heyer († 1919), Ernst Clemm († 1896); - Grabmal Friedrich H. Fischer (†893), reich skulptierte Stele vor niedrigerer Schauwand; Grabmal Friedrich Wilh. Förster († 1908), Grabanlage in Jugendstilformen mit geschweiften Stelen; Grabmal Friedr. Wilh. Müller († 1897), Schauwand in Neurenaissanceformen mit Ädikula; - Grabstätte Familie Weegmüller: Maria Katharina Weegmüller, geb. Wiedemann, († 1850), Ädikula mit Bogenschluss; August Weegmüller († 1887), antikisierender Grabstein mit bekrönendem Obelisk; Joh. Friedr. Weegmüller († 1844), unter anderem Säulenstumpf mit Kranz; Wilh. Giersch († 1877) und Anna Hirsch, geb. Lantz († 1899), Obelisk aus Schwedisch Schwarz; Eduard Lantz († 1889) und S. Lantz († 1876), Ädikula mit Schweifgiebel; Joh. Friedr. Weegmüller († 1878) und Margarethe Weegmüller († 1890), neugotisch mit zinnenbewehrtem Stufengiebel; J. G. Weegmüller († 1857), spätklassizistische Ädikula; Grabmal Hermann Emil Eber, Grabstein mit vorgelagertem Halbsarkophag, um 1890; Grabmal Johannes Wiedemann († 1891), Ädikulafeld vor schlichter Rückmauer | BW                             |
| Portal                            | Am Herzel, an Nr. 34 Lage                                                    | 1719                               | Portal, bezeichnet 1719; Wappenschild, bezeichnet 1738 | BW                             |
| Wohnhaus                          | An der Althart 23 Lage                                                       | 1958                               | bossenquaderverkleideter Pultdachbau mit Freisitz, 1958, Architekten W. Hirsch und A. Bohne, Karlsruhe | BW                             |
| Spolie                            | Aspenweg, an Nr. 2 Lage                                                      | 1748                               | barocker Scheitelstein, bezeichnet 1748 | BW                             |
| Portal                            | Eckstraße, an Nr. 4 Lage                                                     | 1755                               | barockes Portalgewände, bezeichnet 1755 | BW                             |
| Spolie                            | Eichkehle, an Nr. 3 Lage                                                     | 1740                               | Portalsturz, bezeichnet 1740 | BW                             |
| Spolien                           | Eichkehle, an Nr. 10 Lage                                                    | 1759                               | spätbarocker Inschriftstein, bezeichnet 1759; barocker Türsturz | BW                             |
| Wohnhaus                          | Eichkehle 25 Lage                                                            | 1923                               | Sandsteinquaderbau mit Walmdach, Heimatschutzstil, bezeichnet 1923 | BW                             |
| Elektrizitätswerk                 | Gimmeldinger Straße 65 Lage                                                  | 1894                               | ehemaliges Elektrizitätswerk; gründerzeitlicher Backsteinbau, 1894, Maschinenbauhalle 1925 | BW                             |
| Weingut                           | Haardter Straße 48 Lage                                                      | 1888                               | ehemaliges Weingut; repräsentative Neurenaissance-Villa mit Walmdach, bezeichnet 1888, mit Ausstattung; eingeschossiger Ökonomieflügel | BW                             |
| Villa                             | Haardter Straße 72 Lage                                                      | 1870er Jahre                       | spätklassizistische Walmdach-Villa, 1870er Jahre; mit Ausstattung; bauliche Gesamtanlage mit Freiflächen, Einfriedung und ehemaligem Kelterhaus | Fotos hochladen                |
| Fenstergewände                    | Im Meisental, an Nr. 3 Lage                                                  | 1754                               | spätbarocke Fenstergewände, bezeichnet 1754 | BW                             |
| Winzergenossenschaft              | Mandelring 7 Lage                                                            | späte 1880er Jahre                 | ehemalige Winzergenossenschaft; prächtiger Neurenaissancebau mit Walmdach, späte 1880er Jahre, Umbau der Ökonomie zum Kelterhaus 1904, Architekt F. Huber | weitere Bilder Fotos hochladen |
| Wohnhaus                          | Mandelring 9 Lage                                                            | 1692                               | Fachwerkbau der Renaissance und des Barocks, teilweise massiv, Krüppelwalmdach, südliche Stuhlsäule bezeichnet 1692 (?) | weitere Bilder Fotos hochladen |
| Portal                            | Mandelring, an Nr. 12 Lage                                                   | 1722                               | barockes Portal, bezeichnet 1722 | BW                             |
| Wohnhaus                          | Mandelring 17 Lage                                                           | 1605                               | Renaissance-Fachwerkhaus, teilweise massiv, Krüppelwalmdach, datiert 1605; in einem Anbau Spolie, bezeichnet 1790 | BW                             |
| Fenstergewände und Kellerportal   | Mandelring, an Nr. 18 Lage                                                   | 1754                               | barocke Fenstergewände, bezeichnet 1754; Kellerportal | weitere Bilder Fotos hochladen |
| Spolie                            | Mandelring, an Nr. 22 Lage                                                   | Mitte des 18. Jahrhunderts         | spätbarocker Scheitelstein, Mitte des 18. Jahrhunderts | weitere Bilder Fotos hochladen |
| Weingut                           | Mandelring 23 Lage                                                           | 18. bis 20. Jahrhundert            | Weingut, 18. bis 20. Jahrhundert; siebenachsiger barocker Walmdachbau, bezeichnet 1737, Nebengebäude 19. Jahrhundert, Wirtschaftsgebäude 1903, Kelterhaus bezeichnet 1903, im Hof Weinfassboden, 1927 von F. Groppenbächer | weitere Bilder Fotos hochladen |
| Weingut Müller-Catoir             | Mandelring 25 Lage                                                           | um 1600                            | stattliches gründerzeitliches Weingut, Neurenaissancebauten, im Kern um 1600; dreigeschossiger Südflügel bezeichnet 1889, Westflügel bezeichnet 1904, Portalbau, teilweise Fachwerk, Wirtschaftsgebäude mit Spolien bezeichnet 1771 und 1824; mit Ausstattung | weitere Bilder Fotos hochladen |
| Wohnhaus                          | Mandelring 33 Lage                                                           | zweite Hälfte des 19. Jahrhunderts | eineinhalbgeschossiger Sandsteinquaderbau, zweite Hälfte des 19. Jahrhunderts | weitere Bilder Fotos hochladen |
| Weingut                           | Mandelring 38 Lage                                                           | 16. oder 17. Jahrhundert           | ehemaliges Weingut; dreigeschossiger Krüppelwalmdachbau, im Kern renaissancezeitlich, Neurenaissancemotive, Anbau bezeichnet 1752, Torpfeiler bezeichnet 1777 bzw. 1821; im ummauerten Garten spätbarocke Skulpturen | weitere Bilder Fotos hochladen |
| Weingut                           | Mandelring 47/49 Lage                                                        | Ende des 19, Jahrhunderts          | späthistoristisches ehemaliges Weingut; Nr. 49 stattliche Neurenaissance-Villa mit Mansardwalmdach, Eckturm mit welscher Haube, mit Ausstattung; Nr. 47 Sandsteinquaderbau mit Fachwerkanbauten; bauliche Gesamtanlage | Fotos hochladen                |
| Hofanlage                         | Mandelring 53 Lage                                                           | 1754                               | barocker Dreiseithof; Krüppelwalmdachbau und Altenteil bezeichnet 1754, Wirtschaftsgebäude bezeichnet 1923, Toranlage, Nebengebäude; mit Ausstattung | weitere Bilder Fotos hochladen |
| Wohnhaus                          | Mandelring 54 Lage                                                           | 1760                               | eingeschossiger spätbarocker Krüppelwalmdachbau, bezeichnet 1760 | Fotos hochladen                |
| Protestantische Kirche            | Mandelring 58 Lage                                                           | 1781/82                            | spätbarocker Rechtecksaalbau mit Walmdach, 1781/82, neuromanischer Turm bezeichnet 1867; mit Ausstattung | weitere Bilder Fotos hochladen |
| Schulhaus                         | Mandelring 60 Lage                                                           | 1728                               | ehemalige Schule; eingeschossiger barocker Krüppelwalmdachbau, 1728 | weitere Bilder Fotos hochladen |
| Weingut                           | Mandelring 64 Lage                                                           | 1885                               | ehemaliges Weingut, stattlicher späthistoristischer Vierseithof, bezeichnet 1885 | weitere Bilder Fotos hochladen |
| Portale und Brunnen               | Mandelring, an Nr. 65 Lage                                                   | 16. und 18. Jahrhundert            | Rundbogenportal bezeichnet 1560; Segmentbogenportal bezeichnet 1560; Kellerportal bezeichnet 1728; Brunnentrog 18. Jahrhundert | BW                             |
| Weingut                           | Mandelring 67/69 Lage                                                        | 1894                               | ehemaliges Weingut, spätgründerzeitlicher Dreiseithof; Nr. 67 stattlicher Neurenaissancebau mit Walmdach, bezeichnet 1894, über Keller von 1835; Nr. 69 eingeschossiger Neurenaissancebau | weitere Bilder Fotos hochladen |
| Hofanlage                         | Mandelring 73 Lage                                                           | 18. Jahrhundert                    | straßenbildprägender Dreiseithof; barockes Fachwerkhaus, teilweise massiv, Krüppelwalmdach, 18. Jahrhundert, Freitreppe und Torpfeiler spätes 19. Jahrhundert, Spolien: spätgotischer Kielbogen, drei Ofensteine, einer bezeichnet 1763 | weitere Bilder Fotos hochladen |
| Wohnhaus                          | Mandelring 74 Lage                                                           | 1878                               | repräsentativer spätklassizistischer Walmdachbau, 1878, Umbau und Erweiterung mit Wintergarten 1927; mit Ausstattung; Gartenpavillon, Spolien | weitere Bilder Fotos hochladen |
| Hofanlage                         | Mandelring 75 Lage                                                           | 18. Jahrhundert                    | spätbarockes Wohnhaus, 18. Jahrhundert, Umbau und Erweiterung im 19. Jahrhundert, Spolie bezeichnet 1781; Ökonomie mit Weinkeller, bezeichnet 178(?) und 1874; straßenbildprägend | Fotos hochladen                |
| Torfahrt                          | Mandelring, an Nr. 76 Lage                                                   | 1739                               | spätbarocke Torfahrt, bezeichnet 1739 | weitere Bilder Fotos hochladen |
| Wohnhaus                          | Mandelring 79 Lage                                                           | 1581                               | reiches Renaissance-Fachwerkhaus, teilweise massiv, bezeichnet 1581 | BW                             |
| Wohnhaus                          | Mandelring 85 Lage                                                           | Ende des 16. Jahrhunderts          | stattlicher Renaissancebau, Ende des 16. Jahrhunderts | weitere Bilder Fotos hochladen |
| Hoftor                            | Mandelring, an Nr. 87 Lage                                                   | 1788                               | spätbarocker Hoftorbogen, bezeichnet 1788 | BW                             |
| Schul- und Gemeindehaus           | Mandelring 92 Lage                                                           | 1876                               | Schul- und Gemeindehaus; spätklassizistischer Walmdachbau, 1876; mit Nr. 94 (Spritzenhaus) ortsbildprägend | weitere Bilder Fotos hochladen |
| Burghaus                          | Mandelring 93 Lage                                                           | spätes 16. Jahrhundert             | auch Darstein-Haus; stattlicher dreigeschossiger Renaissancebau, spätes 16. Jahrhundert, mit späterem Walmdach; ortsbildprägend | weitere Bilder Fotos hochladen |
| Spritzenhaus                      | Mandelring 94 Lage                                                           | 1927                               | Spritzenhaus; klassizierender Walmdachbau mit Treppenturm, 1927, Architekten O. Reimers und C. Pommerenke; mit Nr. 92 (Schule) ortsbildprägend | Fotos hochladen                |
| Hofanlage                         | Mandelring 99 Lage                                                           | 1741                               | barocker Dreiseithof; Fachwerkhaus, teilweise massiv, bezeichnet 1741, im Kern eventuell älter, Hoftor bezeichnet 1764 mit älteren Teilen; mit Ausstattung; Garten | Fotos hochladen                |
| Wohnhaus                          | Mandelring 101 Lage                                                          | 1886                               | spätklassizistisches Wohnhaus, bezeichnet 1886, Neurenaissance-Erweiterung bezeichnet 1886, Keller des ehemaligen Kelterhauses bezeichnet 1876; umfriedeter Garten, Sandsteintafel bezeichnet 1876, Mammutbaum | Fotos hochladen                |
| Wohnhaus                          | Mandelring 107 Lage                                                          | 1829                               | sechsachsiges Unterstallhaus mit Krüppelwalmdach, bezeichnet 1829 | BW                             |
| Spolie                            | Mandelring, an Nr. 115 Lage                                                  | 1737                               | barocker ehemaliger Schlussstein, bezeichnet 1737 | BW                             |
| Wohnhaus                          | Mandelring 121/123/125 Lage                                                  | um 1600                            | Fachwerkhaus, teilweise massiv, um 1600, Umbau im 18. Jahrhundert; Spolie bezeichnet 1767(?) | BW                             |
| Portale                           | Mandelring, an Nr. 129 Lage                                                  | 1719                               | spätbarocker Kellerportalbogen, bezeichnet 1758; Kellerportal bezeichnet 1719 | BW                             |
| Spolie                            | Mandelring, an Nr. 130 Lage                                                  | 1735                               | barocker Scheitelstein, bezeichnet 1735 | BW                             |
| Torbogen                          | Mandelring 131 Lage                                                          | 1776                               | spätbarocker Torbogen, bezeichnet 1776 | BW                             |
| Hofanlage                         | Mandelring 133 Lage                                                          | 1723                               | barockes Fachwerkhaus, teilweise massiv, bezeichnet 1723, Hoftorbogen frühes 17. Jahrhundert, Scheunen- und Stalltrakt mit Renaissance-Portal; Lapidarium | BW                             |
| Scheune                           | Mandelring 135 Lage                                                          | 1582                               | Bruchsteinbau mit renaissancezeitlichem Keller, bezeichnet 1582, Fachwerkgiebel 18. Jahrhundert | BW                             |
| Portale                           | Mandelring, an Nr. 145/149 Lage                                              | 1777                               | zwei Rundbogenportale, bezeichnet 1777 und 1779 | BW                             |
| Portale                           | Mandelring, an Nr. 153 Lage                                                  | 1610                               | Renaissanceportal bezeichnet 1611, Kellerportal bezeichnet 1610 | BW                             |
| Hofanlage                         | Mandelring 159 Lage                                                          | 16. und 17. Jahrhundert            | Hofanlage; Fachwerkhaus, teilweise massiv, bezeichnet 1819, im Kern aus dem 16. und 17. Jahrhundert, Bruchsteinscheune bezeichnet 1556 | BW                             |
| Wohnhaus                          | Mandelring 161 Lage                                                          | 1816                               | nachbarocker Krüppelwalmdachbau, bezeichnet 1816 | BW                             |
| Hofanlage                         | Mandelring 163 Lage                                                          | 17. oder 18. Jahrhundert           | dreigeschossiges barockes Fachwerkhaus, teilweise massiv, 17. oder 18. Jahrhundert, im Kern älter, Fassadenmalerei aus den späten 1950er Jahren von R. Lederer; Spolie bezeichnet 1720; im Inneren Spolie des 12. Jahrhunderts; Ökonomie bezeichnet 1708, Keller bezeichnet 1830 | Fotos hochladen                |
| Wohnhaus                          | Mandelring 168 Lage                                                          | 1723                               | barockes Fachwerkhaus, teilweise massiv, Krüppelwalmdach, bezeichnet 1723; Spolie bezeichnet 15(?)56 | BW                             |
| Hofanlage                         | Mandelring 169 Lage                                                          | 1709                               | Dreiseithof; barockes Wohnhaus, bezeichnet 1709, Toranlage mit Spolie, bezeichnet 1709, Ökonomie bezeichnet 1947, Kelterhaus bezeichnet 1923 | BW                             |
| Architekturteile und Nebengebäude | Mandelring, an Nr. 170 Lage                                                  | um 1600                            | Renaissance-Fenstergewände und -Hochkellerportal, um 1600; Nebengebäude mit Backofen des 18. oder 19. Jahrhunderts | BW                             |
| Spolien                           | Mandelring, an Nr. 171 Lage                                                  | 1772                               | spätbarocker ehemaliger Schlussstein und Gesims, bezeichnet 1772 | BW                             |
| Torbogen                          | Mandelring, an Nr. 172 Lage                                                  | 1615                               | Renaissance-Torbogen, bezeichnet 1615 (?); Spolie bezeichnet 16[.]0 | BW                             |
| Toranlage                         | Mandelring, an Nr. 174 Lage                                                  |                                    | Renaissance-Toranlage mit barocken Veränderungen, bezeichnet 1720 | BW                             |
| Fenstergewände                    | Mandelring, an Nr. 176 Lage                                                  | 1709                               | barockes Kellerfenstergewände mit Kartusche, bezeichnet 1709 | BW                             |
| Portale und Fenster               | Mandelring, an Nr. 186 Lage                                                  | 1596                               | Renaissanceportal; Kellerportal bezeichnet 1596; Rundbogenfenster | BW                             |
| Portal                            | Mandelring, an Nr. 194 Lage                                                  | 1603                               | Portal, bezeichnet 1603 | BW                             |
| Toranlage                         | Mandelring, an Nr. 195 Lage                                                  | 1752                               | barocke Toranlage, bezeichnet 1752 | BW                             |
| Wohnhaus                          | Mandelring 205 Lage                                                          | 1454                               | spätgotisches Wohnhaus, teilweise Fachwerk, Krüppelwalmdach, datiert 1454 | BW                             |
| Torbogen                          | Mandelring, an Nr. 208a Lage                                                 | 1812                               | klassizistischer Torbogen, bezeichnet 1812 | BW                             |
| Torbogen                          | Mandelring, an Nr. 213 Lage                                                  | 1775                               | spätbarocker Torbogen, bezeichnet 1775 | BW                             |
| Herrenhof                         | Mandelring 229 Lage                                                          | 1590                               | auch Schulzenhaus; zweiflügeliger Renaissancebau mit Krüppelwalmdach, bezeichnet 1590; eingeschossiger Anbau, ebenfalls auf Hochkeller | BW                             |
| Josephskapelle                    | nordwestlich von Neustadt am Südhang des Wolfsbergs; Distrikt Wolfsberg Lage | 1733                               | Ruine des barocken Saalbaus, 1733 | weitere Bilder Fotos hochladen |
| Scheffelwarte                     | südwestlich des Ortes; Distrikt Kuhhunger Lage                               | 1928                               | spätexpressionistische Sandsteinquadermauer mit Porträtreliefs, bezeichnet 1928 | weitere Bilder Fotos hochladen |
| Bismarckstein                     | südwestlich des Ortes; Distrikt Kuhhunger Lage                               |                                    | Reliefbildnis, 1900 von J. W. Steger | weitere Bilder Fotos hochladen |
| Lina-Sommer-Stein                 | südwestlich des Ortes beim Sportplatz; Distrikt Meisental Lage               | erste Hälfte des 20. Jahrhunderts  | reliefierte Stele auf Sockel | weitere Bilder Fotos hochladen |
| Kaiser-Wilhelm-Platz              | westlich des Ortes am Kaiserweg; Distrikt Hochholz Lage                      | 1885/86                            | Plateau mit Wegen und Treppen, 1885/86, Denkmal für Wilhelm I. von 1912 | weitere Bilder Fotos hochladen |
| Steinerner Hirsch                 | westlich des Ortes auf dem Wolfsberg Lage                                    | 1866                               | Hochrelief, 1866 von Ph. Steger | Fotos hochladen                |